# 查善
查善主教（葡萄牙語：D. Francisco de Nossa Senhora da Luz Chacim，OFM，？—1828年）是葡萄牙人，為第10任天主教澳門教區主教。
他在1804年被選為主教，翌年到澳門就職。任內設立濟貧基金，創辦天主牧羊修女會（至廿世紀初才關閉）。1824年，嘉辣會院毀於大火，查主教另覓會址安置修女。曾兩次膺選為澳葡政府護督。1828年死於任內，葬於大堂。